# Your Eyes
Your Eyes – siódmy album zespołu Kult, wydany w 1991 roku. Album promowały piosenki „Parada wspomnień” i „Czterej głupcy”, do których nakręcono teledyski. Nakładem S.P. Records w październiku 1998 ukazują się wznowienia CD i kaset, a w grudniu 2007 zremasterowane wersje CD jak i po raz pierwszy limitowane płyty winylowe.

## Lista utworów
1. „Czterej głupcy” (K. Staszewski / Kult) - 2:56
2. „Tata w gestapo” (K. Staszewski / Kult) - 3:07
3. „Zgroza” (K. Staszewski / Kult) - 2:45
4. „Marność” (K. Staszewski / Kult) - 2:26
5. „Barrum” (K. Staszewski / Kult) - 2:59
6. „Medellín” (K. Staszewski / Kult) - 3:16
7. „Chodź z nami” (K. Staszewski / Kult) - 3:05
8. „Parada wspomnień” (K. Staszewski / Kult) - 4:11
9. „6 lat później” (K. Staszewski / Kult) - 6:11
10. „Yvette” (K. Staszewski / Kult) - 4:36
11. „Strange” (K. Staszewski / Kult) - 3:47
12. „Generał Ferreira” (K. Staszewski / Kult) - 4:59

bonusy
1. „Krew Boga” (K. Staszewski / Kult) - 2:43
2. „Posłuchaj”[4] (K. Staszewski / Kult) - 2:24
3. „Na całym świecie” (K. Staszewski / Kult) - 5:14
4. „Hej, czy nie wiecie” (K. Staszewski / Kult) - 5:20

## Wykonawcy
- Kazik Staszewski – śpiew
- Janusz Grudziński – instrumenty klawiszowe, gitara elektryczna
- Ireneusz Wereński – gitara basowa
- Krzysztof Banasik – instrumenty klawiszowe, gitara elektryczna, waltornia, przyśpiewki
- Piotr Morawiec – gitara elektryczna
- Mariusz Majewski – perkusja